# Oh, You Teacher!
Oh, You Teacher! è un cortometraggio muto del 1911 prodotto dalla Essanay di Chicago. Il nome del regista non viene riportato nei credit.

## Produzione
Il film fu prodotto dalla Essanay Film Manufacturing Company.

### Cast
- Eva Prout (1899-1985): Fu il secondo film di Eva Prout, un'attrice che avrebbe girato nella sua carriera, durata fino al 1915, oltre una trentina di pellicole, alternando parti di giovane ragazza (quale ella era) a parti di bambina secondo quelle che erano le convenzioni teatrali e cinematografiche dell'epoca.[1]

## Distribuzione
Distribuito dalla General Film Company, il film - un cortometraggio di una bobina - uscì nelle sale cinematografiche USA il 14 marzo 1911.